# Pioggia nera (Lehane)
Pioggia Nera (Prayers for rain) è un thriller di Dennis Lehane edito nel 1998.
Pioggia nera
Titolo originale Prayers for rain
Autore Dennis Lehane
1ª ed. originale 1999
1ª ed. italiana 2002
Genere romanzo
Sottogenere noir
Lingua originale inglese
Il libro è apparso in Italia nel 2002.
TRAMA
Prayers for Rain è ambientato poco dopo gli eventi di Gone Baby Gone: Patrick Kenzie ora lavora da solo e Angie Gennaro decide di porre fine alla loro collaborazione e alla loro relazione personale, e ora vive a Dorchester, dove lavora per uno studio investigativo.
Kenzie viene coinvolto nelle indagini sul suicidio di un'ex cliente, Karen Nichols, che si è suicidata gettandosi nuda da una terrazza di Boston. Inizialmente, secondo Kenzie, sembra che sia stato fatto perché quando Karen gli aveva chiesto aiuto in precedenza, c'era un pedofilo che la perseguitava, ma quando Kenzie apparentemente ha evitato la crisi, Karen si suicida.
Ora Kenzie (insieme ad Angie, che si rimette in gioco) è sulle tracce di un pazzo sadico che ha spinto Karen alla morte, un pazzo che la legge non può toccare, ma Kenzie e Gennaro sì. Approfondendo il passato e la storia familiare di Karen, si rendono conto di non essere alla ricerca di un normale assassino e devono mettere in pratica tutte le loro abilità per assicurarlo alla giustizia.